# Ресмі Бобев

Ресмі Бобев (також відомий як Ремі Бобев) — болгарський майстер шотокан карате, володар 5 дану, багаторазовий призер світових та європейських змагань, інструктор Міжнародної асоціації карате IJKA та активний учасник розвитку карате в Болгарії.

## Біографія та спортивна кар'єра
Ресмі Бобев є одним із провідних представників шотокан карате в Болгарії. Він володіє 5 даном у системі IJKA (International Japan Karate Association) та є інструктором клубу «КІБІ Френдшип – Ошокан Доджо» у місті Пирдоп, Болгарія.

### Досягнення
2019 -   1 місце в категорії ката на 27-му Чемпіонаті світу з шотокан карате (SKDUN) у місті Карлові Вари Чехія. 
2017 — 4 місце в категорії «ката, ветерани 40+» на 25-му Чемпіонаті світу з шотокан карате (SKDUN) у місті Егер, Угорщина. 
2016 — учасник 24-го Чемпіонату світу з шотокан карате (SKDUN) у місті Бургас, Болгарія. 

## Тренерська та організаційна діяльність
Окрім змагальної кар'єри, Ресмі Бобев активно займається викладацькою та організаційною роботою. Він є одним із інструкторів IJKA Болгарія та бере участь у проведенні національних та міжнародних семінарів з карате.
У 2024 році Бобев був серед запрошених інструкторів на IJKA літньому таборі в місті Царево, Болгарія, де проводив тренування разом з іншими висококваліфікованими майстрами карате.

## Внесок у розвиток карате
Ресмі Бобев є активним учасником розвитку шотокан карате в Болгарії. Його діяльність сприяє популяризації цього бойового мистецтва серед молоді та підтримці високого рівня підготовки спортсменів. Його клуб «КІБІ Френдшип – Ошокан Доджо» є одним із провідних центрів карате в країні, де тренуються як початківці, так і досвідчені спортсмени.

## Особисте життя
Ресмі Бобев є батьком Айлін Бобевої, яка також займається карате та брала участь у болгарському телешоу «Ергенът».